# Península de Nova Escòcia

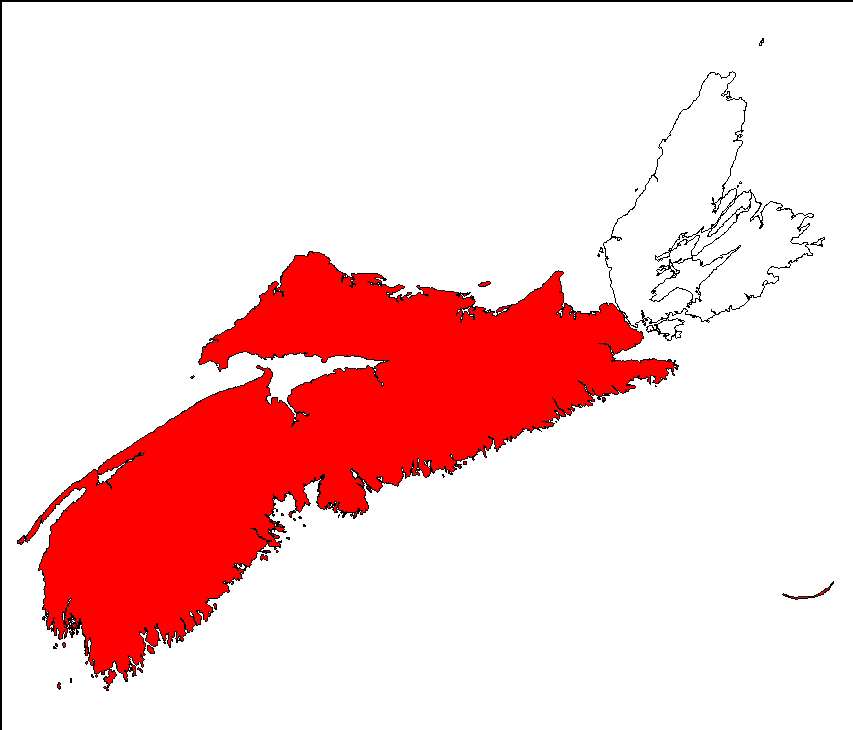
Mapa de Mova Escòcia amb la península de Nova Escòcia ressaltada

La península de Nova Escòcia, en anglès: Nova Scotia peninsula, és una península situada a la costa de l'Atlàntic d'Amèrica del Nord.
També havia tingut històricament el nom de península acadiana (d'Acàdia).

## Localització

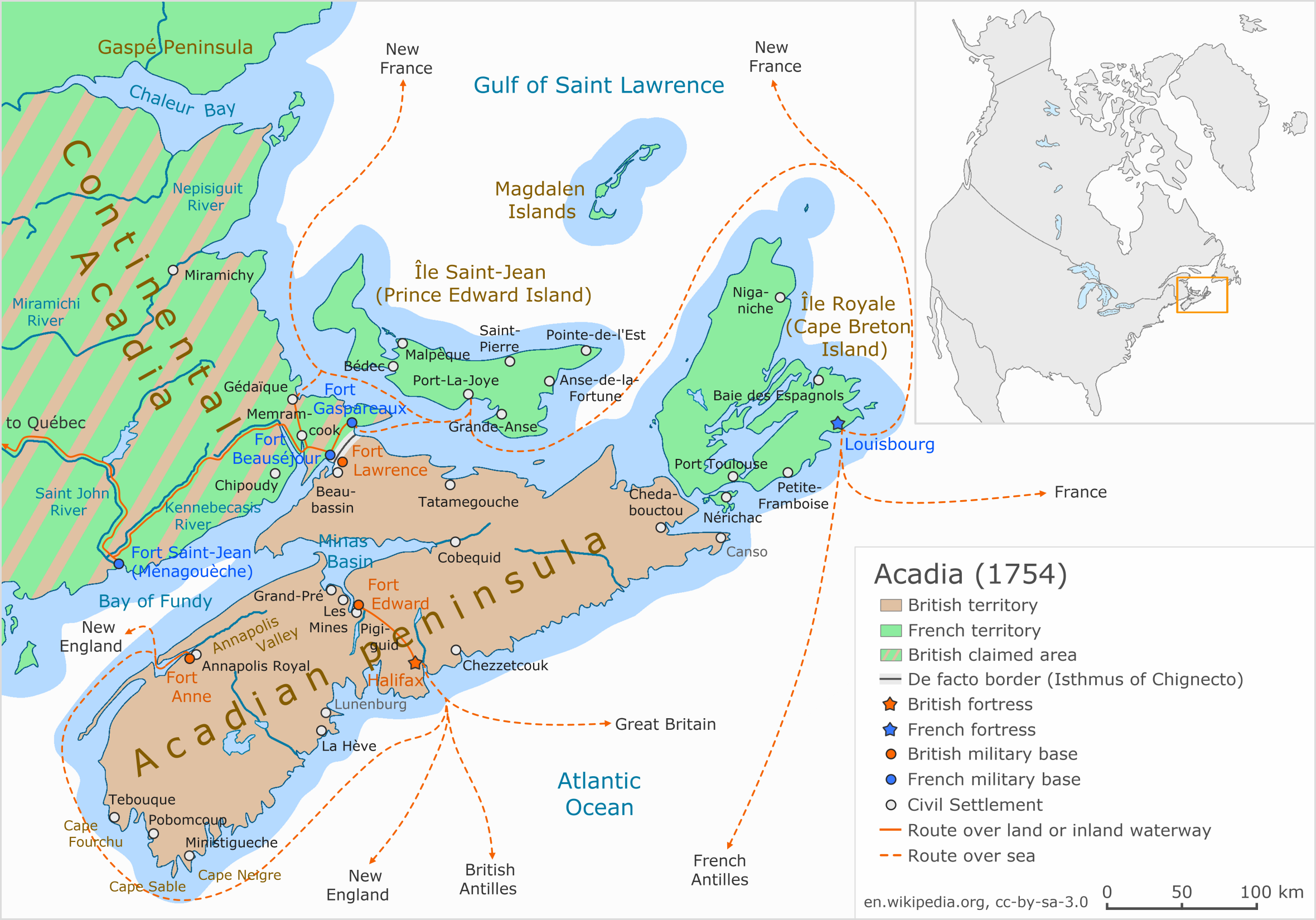
Península acadiana (1754).

La península de Nova Scotia forma part de la província de Nova Escòcia al Canadà i està connectada amb la província veïna de Nova Brunswick per l'Istme de Chignecto. Pel sud limita amb el Golf de Maine, per l'oest amb la Badia de Fundy pel nord amb l'estret de Northumberland i per l'est amb l'estret de Canso.
Les aigües de l'Estret de Canso separen aquesta península de l'illa del Cap Bretó.
Altres illes geològicament associades a aquesta península són Boularderie Island, Brier Island, Long Island, Pictou Island, Tancook Island i altres de més petites.